# 스티칸 안데르손

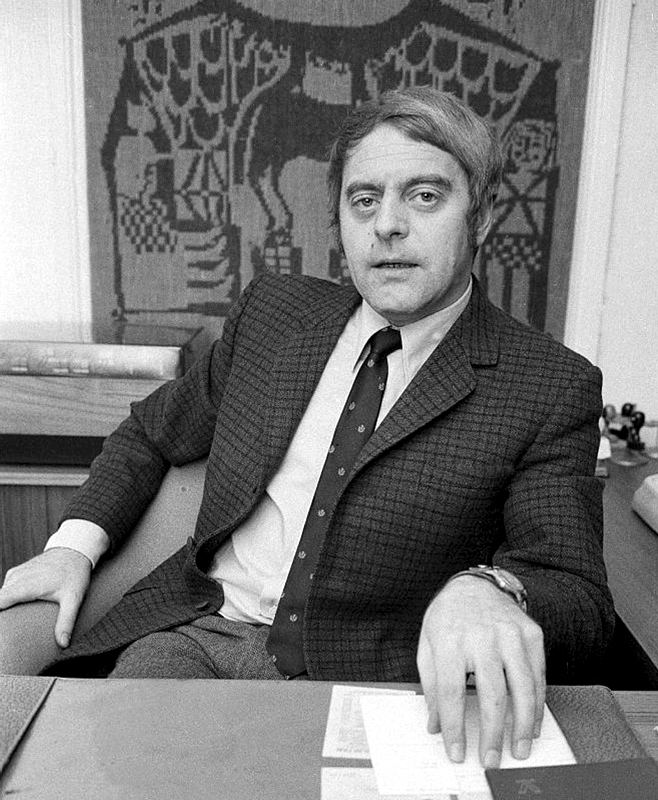
스티그 안데르손

스티그 에리크 레오폴드 안데르손(스웨덴어: Stig Erik Leopold Anderson), 또는 스티칸 안데르손(스웨덴어: Stikkan Anderson, 1931년 1월 25일 ~ 1997년 9월 12일)은 스웨덴의 음악 매니저, 작사가였다. 폴라 뮤직의 공동 창립자였으며 스웨덴 팝 밴드 ABBA의 매니지먼트로 가장 잘 알려져 있다.